# Église Saint-Pierre de Humbert
L'église Saint-Pierre de Humbert est située à Humbert dans le Pas-de-Calais.
Dans le chœur, sont exposées des copies des statues des anges d'Humbert, datant du XIIIe siècle, qui ont pris la place des originaux, par mesure de sécurité, ayant été victimes d'un vol en 1977, puis retrouvés.

## Description
L'église gothique dédiée à saint Pierre date de la fin du Moyen Âge. Le portail est surmonté d'une rosace, une porte secondaire est percée dans la première travée du chœur. Le chœur et la nef sont couverts d'une voûte de torchis et de bois. Le chœur à deux travées droites et chevet à trois pans est flanqué d’une chapelle au nord transformée en sacristie.